# Nepenthes platychila
Nepenthes platychila Chi.C.Lee, 2002 è una pianta carnivora della famiglia Nepenthaceae, endemica di Sarawak, nel Borneo, dove cresce a 900–1400 m.